# Tejipió
Teijipió é um bairro do Recife, Pernambuco.
Integra a 5ª Região Político-Administrativa (RPA 5). Faz limites com os bairros Coqueiral, Sancho, Curado, Jardim São Paulo, Barro e com o município de Jaboatão dos Guararapes. 

## História
Foi, em sua origem, uma grande propriedade rural, na qual havia um engenho de açúcar, situado à margem esquerda do Rio Tejipió, pelo qual era embarcada a produção do engenho.
A localização era já conhecida antes da invasão dos holandeses. No século XVII foi criado o Engenho Peres, um engenho de açúcar de propriedade do português José Peres Campelo. Foi, então, confiscado pelos holandeses e depois e vendido a João Fernandes Vieira em 1645. Dali saíram os soldados para a batalha do Monte das Tabocas.
Ali, no século XVIII, foi erguida uma capela em devoção a Nossa Senhora do Rosário.
Em 1819 foi construída uma estrada até Tejipió pelo governo de Luiz do Rego Barreto, que, no entanto, só chegou até Areias.

## Etimologia
Tejipió, segundo os linguistas, provém do Tupi teju'piog, que significa "raiz de teju".

## Demografia
- Área territorial: 94 ha.
- População: 8.918 habitantes[nota 2]
  - Masculina:4.085
  - Feminina: 4.833
- Densidade demográfica: 94,63 hab./ha.

## Educação
Encontram-se em Tejipió as seguintes instituições educacionais:
Estadual
- Escola Alberto Torres
- Escola Edwiges de Sá Pereira
- Escola Marcelino Champagnat
- Escola Marechal Rondon
- Escola Poeta Joaquim Cardozo
- Escola Presidente Humberto Castelo Branco
- Escola de Referência em Ensino Médio Aníbal Falcão
- Escola de Referência em Ensino Médio Senador Paulo Pessoa Guerra

Municipal
- Escola Municipal Manoel Rolim
- Escola Municipal de Tejipió [8]

Privada
- Centro Educacional Bernardo Lucas
- Centro Educacional Creative
- Colégio Múltiplo Ensino
- Creche Tia Madalena
- Educandário Madre Savina Petrille[9]
- Escola Politécnica Brasileira [10], Campus Recife - Tejipió
- Escola Professor Ariano Vilar Suassuna[11]
- Escola São Jorge [12]